# Rock Like Fuck
Rock Like Fuck è il nono album di Adam Bomb, uscito nel 2005 per l'Etichetta discografica Coalition Records.

## Tracce
1. The Big Event
2. Life´s A Bitch ´N´Than Your Live
3. Stranded
4. Shattered Smile
5. If This Is Love I Want My Money Back
6. Jimmy Brown
7. I Wanna Forget You (Just The Way You Are)
8. Backbiter / S.U.S.
9. Lie Down & Die
10. Mess Around
11. Rock Like Fuck

## Formazione
- Adam Bomb - voce, chitarra
- Gary Tyler Moore - basso
- Thommy Price - batteria